# Saint-Victor-de-Chrétienville
Saint-Victor-de-Chrétienville és un municipi francès situat al departament de l'Eure i a la regió de Normandia. L'any 2007 tenia 426 habitants.

## Demografia

### Població
El 2007 la població de fet de Saint-Victor-de-Chrétienville era de 426 persones. Hi havia 160 famílies de les quals 30 eren unipersonals (11 homes vivint sols i 19 dones vivint soles), 50 parelles sense fills, 72 parelles amb fills i 8 famílies monoparentals amb fills.
La població ha evolucionat segons el següent gràfic:
Habitants censats

### Habitatges
El 2007 hi havia 178 habitatges, 163 eren l'habitatge principal de la família, 9 eren segones residències i 7 estaven desocupats. 177 eren cases i 1 era un apartament. Dels 163 habitatges principals, 131 estaven ocupats pels seus propietaris, 28 estaven llogats i ocupats pels llogaters i 4 estaven cedits a títol gratuït; 1 tenia una cambra, 3 en tenien dues, 16 en tenien tres, 53 en tenien quatre i 90 en tenien cinc o més. 141 habitatges disposaven pel capbaix d'una plaça de pàrquing. A 67 habitatges hi havia un automòbil i a 90 n'hi havia dos o més.

### Piràmide de població
La piràmide de població per edats i sexe el 2009 era:
| Homes | Edats   | Dones |
| ----- | ------- | ----- |
| 0     | 95 o +  | 0     |
| 0     | 90 a 94 | 0     |
| 0     | 85 a 89 | 4     |
| 8     | 80 a 84 | 0     |
| 0     | 75 a 79 | 4     |
| 4     | 70 a 74 | 8     |
| 4     | 65 a 69 | 8     |
| 12    | 60 a 64 | 8     |
| 12    | 55 a 59 | 4     |
| 16    | 50 a 54 | 20    |
| 24    | 45 a 49 | 28    |
| 12    | 40 a 44 | 12    |
| 32    | 35 a 39 | 16    |
| 4     | 30 a 34 | 12    |
| 12    | 25 a 29 | 12    |
| 8     | 20 a 24 | 8     |
| 16    | 15 a 19 | 16    |
| 20    | 10 a 14 | 16    |
| 8     | 5 a 9   | 12    |
| 16    | 0 a 4   | 0     |

## Economia
El 2007 la població en edat de treballar era de 288 persones, 218 eren actives i 70 eren inactives. De les 218 persones actives 198 estaven ocupades (99 homes i 99 dones) i 20 estaven aturades (11 homes i 9 dones). De les 70 persones inactives 27 estaven jubilades, 27 estaven estudiant i 16 estaven classificades com a «altres inactius».

### Ingressos
El 2009 a Saint-Victor-de-Chrétienville hi havia 171 unitats fiscals que integraven 458 persones, la mediana anual d'ingressos fiscals per persona era de 19.307 €.

### Activitats econòmiques
Dels 15 establiments que hi havia el 2007, 1 era d'una empresa alimentària, 1 d'una empresa de fabricació d'altres productes industrials, 6 d'empreses de construcció, 3 d'empreses de comerç i reparació d'automòbils, 1 d'una empresa d'hostatgeria i restauració, 1 d'una empresa immobiliària, 1 d'una entitat de l'administració pública i 1 d'una empresa classificada com a «altres activitats de serveis».
Dels 5 establiments de servei als particulars que hi havia el 2009, 1 era un taller de reparació d'automòbils i de material agrícola, 2 paletes i 2 empreses de construcció.
L'any 2000 a Saint-Victor-de-Chrétienville hi havia 13 explotacions agrícoles que ocupaven un total de 352 hectàrees.

## Equipaments sanitaris i escolars
El 2009 hi havia una escola elemental.

## Poblacions més properes
El següent diagrama mostra les poblacions més properes.